# Adesmia paranensis
Adesmia paranensis es una especie de planta floral del género Adesmia, categorizada en la tribu Dalbergieae, de la familia Fabaceae.

## Distribución
Especie nativa de Brasil. Crece en el bioma subtropical.

## Taxonomía
Fue descrita por Burkart y publicada en Darwiniana 10: 521 (1954).